# London Aquatics Centre
London Aquatics Centre er et vandsportscenter i Queen Elizabeth Olympic Park i London, England, der blev benyttet til udspring, synkronsvømning, moderne femkamp og svømning ved de Olympiske og Paralympiske sommerlege i 2012. Stadionet huser to 50-meter-bassiner, et 25-meters udspringsbasin og andre træningsfaciliteter. Det blev bygget i perioden 2008-2011 og er tegnet af den irakisk-britiske arkitekt Zaha Hadid.
Hovedparten af de op til 17.500 tilskuere ved Sommer-OL 2012 sad på midlertidige tribuner, der efterfølgende blev fjernet. Da stadionet åbnede for offentligheden i 2014 var antallet af tilskuerpladser blevet reduceret til 2.500.